# Leptodactylus elenae
Leptodactylus elenae là một loài ếch thuộc họ Leptodactylidae.
Loài này có ở Argentina, Bolivia, Brasil, Paraguay, và có thể cả Peru.
Môi trường sống tự nhiên của chúng là rừng khô nhiệt đới hoặc cận nhiệt đới, rừng ẩm vùng đất thấp nhiệt đới hoặc cận nhiệt đới, xavan ẩm, vùng cây bụi khô khu vực nhiệt đới hoặc cận nhiệt đới, vùng cây bụi ẩm khu vực nhiệt đới hoặc cận nhiệt đới, đầm nước ngọt có nước theo mùa, vùng đồng cỏ, và rừng trước đây suy thoái nghiêm trọng.